# El territori al plat
El territori al plat és un documental realitzat el 2010 per Antoni Martí i Gich que fa un seguiment de quatre personatges del món rural de l'Empordà per acostar el procés dels aliments des del seu origen fins a la seva fi. El recorregut serveix per redescobrir el producte de quilòmetre zero i tots aquells que se'n deriven, i recorda que els aliments no només són imprescindibles, sinó que formen part de la nostra història, paisatge i caràcter. També mostra les dificultats de subsistència del sector primari en un món cada vegada més globalitzat i reflexiona sobre com afecta aquest tema a la identitat gastronòmica, paisatgística i cultural. El documental és la primera col·laboració d'Antoni Martí -amb una llarga trajectòria en el món documental- amb La Vinagreta, empresa impulsada per les germanes Sílvia i Marina Yxart (guió i edició). El documental va ser premiat com a millor Curtmetratge Documental a la 23a edició del Festival de Cinema de Girona de 2011. El jurat exposa els següents motius “la manera en què aquest documental fa reflexionar el públic sobre la gastronomia de proximitat i la gent que s'hi dedica”, fent una menció especial “a les seves característiques tècniques (fotografia, so, muntatge...)”

## Argument
Albert Grassot, arrossaire de Pals que practica l'agricultura ecològica, Víctor Insúa, pescador de Palamós que no vol radar, perquè prefereix l'atzar de la recompensa, Lluís Marsal, ramader de Serra de Daró que sovint es pregunta per què segueix amb aquella feina, i Lola Puig, cuinera del restaurant d'Ullastret que pràctica una cuina saludable, ecològica i de proximitat, acosten les seves vivències quotidianes, mentre parlen sobre la situació que viu el sector primari del nostre país.

## Premis i reconeixements
- 2011: Premi al millor Curtmetratge Documental a la 23a edició del Festival de Cinema de Girona.[5]